# Богданович, Иван Иванович
Ива́н Ива́нович Богдано́вич (около 1800 — 14 декабря 1825) — капитан, командир 2-й гренадерской роты лейб-гвардии Измайловского полка. Был принят в Северное общество декабристов, участвовал в подготовке восстания 14 декабря 1825 года, агитировал солдат своей роты оставаться верными Константину. После того, как полк принял присягу Николаю Павловичу, в тот же день покончил с собой.

## Биография

### Происхождение
Из дворян. По предположению составителей биографического словаря декабристов его отцом мог быть Иван Фёдорович Богданович, впоследствии генерал-лейтенант и сенатор.
Известен ещё один Иван Фёдорович Богданович (1758—1831), служивший в гвардии, а затем бывший городничим и сумским уездным дворянским предводителем, отличавшийся своими прогрессивными взглядами на воспитание юношества.
Очевидно, что дворянское происхождение и родственные связи послужили основанием для поступления И. И. Богдановича в привилегированный Пажеский корпус.

### Учёба и военная служба
По утверждённому Александром I в 1802 году «Положению о Пажеском корпусе» он стал не только придворным учреждением, но должен был «готовить дворян к офицерскому званию и средство для этого — дисциплина и нужные офицеру познания для удовлетворения требованиям военного искусства».
В 1810 году корпус состоял из трёх пажеских и одного камер-пажеского классов. В число изучаемых предметов входили:
- гуманитарные — Закон Божий, русский язык и литература, иностранные языки, история, география, дипломатия, политэкономия,
- военные — тактика, фортификация, минное дело, артиллерия атака и оборона крепостей и военное судопроизводство.

Для исполнения придворной службы камер-паж И. И. Богданович был назначен для дежурств при великой княжне Екатерине Павловне с правом ношения мундира с жёлтым воротником — цвета двора Ольденбургов.
В 1818 году был выпущен из корпуса прапорщиком в лейб-гвардии Измайловский полк, шефом которого был великий князь Николай Павлович.
В 1825 году капитан И. И. Богданович командовал 2-й ротой одного из трёх гренадерских батальонов полка.

### Участие в движении декабристов
По показаниям П. А. Муханова, И. И. Богданович являлся членом тайного общества Союз благоденствия.
И. И. Богданович был принят в Северное общество. В канун восстания с кружком военных Измайловского полка активно взаимодействовал Е. П. Оболенский. К началу декабрьских событий среди них было не менее четырёх членов Северного общества, старшим из которых был капитан И. И. Богданович, и несколько поддерживающих их офицеров. Позднее, на следствии арестованные офицеры Измайловского полка Н. П. Кожевников, А. А. Фок и другие подтвердили, что капитан Богданович «наставлял» их противиться принятию присяги, так как «отречение государя цесаревича вымышленное».

«Рылеев имел 7—8 измайловских подпоручиков и только одного капитана, Богдановича Ивана Ивановича. На другой день, пожалуй что 11-го, оба брата Пущины нагрянули к Богдановичу, который тоже всё с полуслова понял. Воспламенился, обнял Михайлу и меня — поклялся, что за свою роту ручается, что они верны Константину и на том стоять будут».

Энтузиазм офицеров накануне назначенной присяги Николаю I позволил руководителям штаба декабристов рассчитывать на активное участие измайловцев в восстании, в котором полку отводилась важная роль — под командованием А. И. Якубовича в день мятежа вместе с Гвардейским экипажем захватить Зимний дворец и арестовать царскую семью.
Но события стали развиваться по другому сценарию. Неожиданный отказ Якубовича от возложенной на него задачи и задержка выступления Гвардейского экипажа вызвали нерешительность среди некоторых офицеров Измайловского полка. При чтении командиром полка генерал-майором П. П. Мартыновым текста присяги капитан Богданович и несколько гвардейцев его роты при упоминании имени Николая I закричали «Константину!». Тем не менее полк присягнул новому императору, и батальоны были разведены по казармам.
Вернувшийся после присяги на свою квартиру И. И. Богданович покончил с собой.
По приказанию Николая I, собиравшего войска для окружения мятежников, два из трёх батальонов Измайловского полка были поставлены в резерв позади Преображенского полка рядом с Сенатской площадью, чтобы избежать возможного прямого контакта ненадёжных измайловцев с восставшими.

## Версии причин самоубийства
Секретарь следственного комитета по делу декабристов А. Д. Боровков в своём «Алфавите» отметил только сам факт самоубийства Богдановича: «Лишил себя жизни после неустройства 14 декабря».
В краткой официальной биографической справке О. Р. Фреймана значится: «Богданович, обнаруживший своё участие в заговоре, побежал на свою квартиру и застрелился».
Служивший в Измайловском полку А. С. Гангеблов, тоже выпускник Пажеского корпуса, состоявший с Богдановичем в одной офицерской артели и поражённый вестью о самоубийстве друга, объяснял поступок его «болезненною, можно сказать, впечатлительностью», а когда его «вспышку назвали изменой… совесть подняла бурю в его сознании, а его мнительность довершила остальное».
А. Е. Розен писал в «Записках декабриста» об упущенных восставшими возможностях:

«Однако успех предназначенного предприятия был возможен, если сообразим все обстоятельства. Две тысячи солдат и вдесятеро больше народу были готовы на все по мановению начальника… Нетрудно было приманить к себе л.-гв. Измайловский полк, в котором было много посвященных в тайные общества. В ту же ночь бритвою лишил себя жизни капитан Богданович, упрекнув себя в том, что не содействовал».

С точки зрения историка А. Я. Гордина, всё же

«Богданович пытался содействовать — во время присяги он выкрикнул имя Константина, но выйти из строя и обратиться к солдатам с призывом к восстанию, сорвать присягу, как это сделано было в Московском полку, он не решился… Вряд ли Богданович убил себя из страха перед наказанием… Скорее всего, он понял, какую возможность упустил, понял, что его решительность могла изменить результат восстания… И не простил себе слабости».